# Санта-Мария-Хакатепек
Санта-Мария-Хакатепек (исп. Santa María Jacatepec)  —   населённый пункт и муниципалитет в Мексике, входит в штат Оахака. Население — 8936 человек (на 2005 год).